# Joaquín Benito de Lucas
Joaquín Benito de Lucas (Talavera de la Reina, Toledo, 19 de agosto de 1934-Madrid, 18 de mayo de 2021) fue un poeta español.

## Biografía
Joaquín Benito de Lucas nació en Talavera de la Reina. Estudió Filosofía y Letras en la Universidad Complutense de Madrid donde estableció contacto con otros poetas como Claudio Rodríguez, Francisco Brines, Carlos Sahagún y Eladio Cabañero, y obtuvo el título de doctor por la misma universidad en 1964. Durante casi diez años vive y trabaja en diversos países árabes, principalmente en Siria; y en Alemania, siendo profesor en la Universidad Libre de Berlín. En 1967 regresa a España y a partir de esta fecha ejerce la docencia, primero en institutos de enseñanza media y más tarde en la Universidad Autónoma de Madrid, en la UNED y en escuelas de formación del profesorado de Alicante, Cuenca y Madrid.
En 1992 se comprometió socialmente durante varios años, con movimientos de su ciudad natal en favor de lograr beneficios sociales para la misma destacando su discurso reivindicativo ante 10.000 personas en Talavera de la Reina.
En 2011 se ve obligado a abandonar prácticamente todas sus actividades para atender a su esposa gravemente enferma.
Fue miembro de veinte premios literarios internacionales, entre ellos: el premio Adonáis, José Hierro, Miguel Hernández, Rafael Morales, Blas de Otero y Luis López Anglada.
Participó activamente en la organización de los dos premios internacionales anuales de poesía del Excmo. Ayuntamiento de Talavera de la Reina: El Premio Rafael Morales desde 1975, y el premio que lleva su nombre desde 1985.
Organizó también desde el año 2000 un ciclo de poesía donde actuaron: José Hierro, Rafael Morales, Luis Alberto de Cuenca, Pablo García Baena, Rafael Montesinos, Juan Van-Halen, Ángel García López, Antonio Hernández, Antonio Colinas, Jaime Siles, Carmelo Guillén Acosta, Carlos Murciano entre otros, en la Galería Cerdán de Talavera de la Reina.

## Obra poética y galardones
Tras su primer libro de poemas, Las tentaciones (1964), se sucedieron numerosos títulos de poesía, entre los que cabe citar: 
- "Materia de olvido", Premio Adonáis de Poesía,[3] 1967
- "Memorial del viento", Premio Miguel Hernández, 1976
- "La sombra ante el espejo", Premio Castilla-La Mancha, 1987
- "La antología Al fuego de la vida e Invitación al viaje" (1995), Premio Rabindranath Tagore, 1995
- "La ciudad de las redes azules" (Talavera de la Reina, 1998), su tercera trilogía.
- "Álbum de familia" (Madrid, ONCE, 1999 y San Sebastián de los Reyes, 2000) y traducido al árabe por Mezouar el Idsissi Tánger, 2009, Premio de Poesía Tiflos, 1998
- "La mirada inocente" (Ediciones Hiperión, 2003), Premio de Poesía Ciudad de Córdoba "Ricardo Molina", 2003
- "La voz del agua (1964-2004)", (Valdepeñas), antología.
- "El reino de la niñez" (Ediciones Hiperión, 2006)
- "Al son de mi río" (Talavera de la Reina, Talagrafic, 2007) antología. Segunda edición traducida al árabe por Fatma Khalil en 2007, Madrid, Instituto Egipcio de Estudios Islámicos en Madrid
- "Los senderos abiertos" ( Col. Adonais, 2007), fue su primer libro escrito en 1957.
- "El haz de la memoria" (Cuadernos de Sandua, 2008)
- "Canción del ánfora" (Talavera de la Reina, Talagrafic, 2008)
- "La escritura indeleble" (Salamanca, Fundación Jorge Guillén, 2008)
- "La experiencia de la memoria, Poesía (1957-2009)", (2010) Obras completas compuestas por dos volúmenes.
- "Donde la Luna canta" (Talavera de la Reina, Editorial Cantarabia, 2014)

Fue editor de la Colección Melibea con cerca de cien libros de poesía publicados hasta su fallecimiento; autor de numerosos artículos en revistas literarias y de numerosos estudios sobre poetas españoles tanto medievales como actuales. Entre ellos Gonzalo de Berceo, Milagros de Nuestra Señora (3ª edición), Fernando de Rojas, La celestina (2ª edición), Gustavo Adolfo Bécquer, Jovellanos, Antonio Machado, José García Nieto, José Hierro, Rafael Morales, etc. 

## Otros premios
- Hijo predilecto de Talavera de la Reina, su ciudad natal (1998)
- Premio de las artes y las letras 'Fernando de Rojas' (enero, 2008) concedido por la Asociación de Periodistas de Talavera, un colectivo con el que el autor colaboró de manera estrecha durante años y con el que mantuvo una gran relación.
- Premio de la cadena de radio COPE (Talavera de la Reina, 2011)
- Premio a la Cultura en Talavera de la Reina (2012)
- Recibió un homenaje sorpresa en el Teatro Victoria de Talavera de la Reina (18 de octubre de 2014) organizado por el Ayuntamiento de su ciudad natal, por sugerencia de su esposa Françoise, con motivo del 80 Aniversario de su nacimiento. La Escuela de Teatro y Cine Joaquín Benito de Lucas, de la que el poeta es padrino representó la obra Antinomia, basada en el poemario del mismo título y que supone una particular visión de La Celestina de Fernando de Rojas. La música, en directo, corrió a cargo de la Orquesta Filarmonía Salvador Ruiz de Luna de La Escuela de Música y Danza Eusebio Rubalcaba.